# 愛知県道369号蒲郡停車場線
愛知県道369号蒲郡停車場線（あいちけんどう369ごう がまごおりていしゃじょうせん）は、愛知県蒲郡市内を通る一般県道である。起点側つまり駅寄りの鉄道高架に沿った区間は、東行き（駅に入る方向）の一方通行路である。従ってこの路線を起点から終点に向かって走破することはできない。

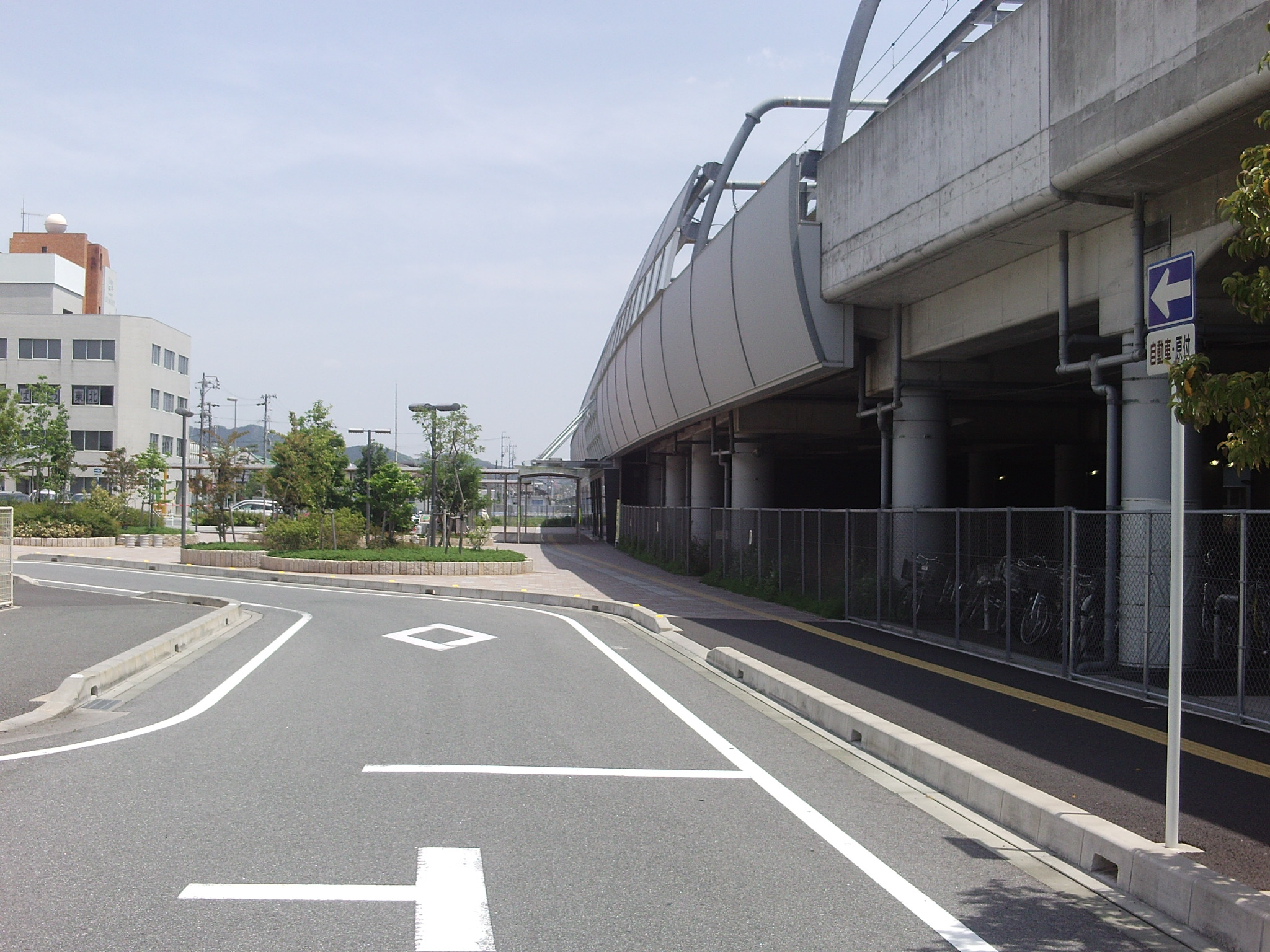
起点蒲郡停車場の北口。名鉄蒲郡線とJR東海道本線が隣り合わせの駅で、2008年に高架化が完了した。もと四輪車1台分程度の狭い県道だったが、現在は十分に拡幅されている。起点からの一方通行規制（自動車･原付）は継続している。

## 概要

### 路線データ
- 起点:蒲郡停車場
- 終点:愛知県蒲郡市元町
- 全長：約380m

## 沿革
- 1959年（昭和34年）12月15日：認定

## 接続する道路
- 愛知県道383号蒲郡碧南線（市役所通り）（元町交差点）

## 周辺
- JR東海道本線・名鉄蒲郡線 蒲郡駅（北口）
- 蒲郡信用金庫元町出張所（元・本店）